# Cuello
Cuello és un jaciment arqueològic maia precolombí al nord de Belize. Pertany a un poble agrícola amb una llarga història professional. Al principi es va datar del 2000 abans de la nostra era, però la datació fou esmenada cap al 1200 ae. Els seus habitants vivien a cases de fusta i palla construïdes en plataformes baixes revestides de guix. El jaciment conté grups residencials agrupats a l'entorn de patis centrals. També presenta les restes d'un lavabo de vapor datat d'aproximadament el 900 ae, és a dir, el lavabo de vapor més antic trobat fins hui en les planes maies. Els enterraments humans s'associen a les estructures residencials; els més antics no tenen relíquies mortuòries sobrevivents, però a partir del 900 ae els acompanyaven ofrenes de vasos de ceràmica.
N'hi ha dues places principals adjacents que contenen piràmides i plataformes datades del període clàssic. En la plataforma més antiga, hi ha el més antic exemple d'aplicació d'estuc en l'àrea maia. En un dels nivells més antics es trobaren molts vestigis ceràmics de gran varietat, entre els quals alguns dels més antics de l'Amèrica Central.
D'acord amb algunes fonts, la ceràmica de la fase inicial de l'assentament de Cuello ja pertanyia a una tradició de ceràmica maia de les terres baixes. Altres estudiosos no hi són d'acord i consideren que la ceràmica Cuello més antiga era del tipus Swasey, començada al 1200 abans de la nostra era, sense paral·lels clars.
Encara que Cuello semble haver estat un poble rural típic i sense massa importància en el període preclàssic, va participar en xarxes de comerç amb obsidiana, que importava de les terres altes maies de Guatemala d'ençà del 800 ae, i una petita quantitat de jade arribà a la comunitat uns segles més tard.

## Situació
Cuello es troba a 3 km de la Yo Creek Road, al districte Orange Walk. Se situa en un terreny privat de la família Cuello, tot i que es pot visitar el lloc jaciment. 

## Arqueologia
El jaciment, el va investigar en les dècades dels 1970 i 1980 l'arqueòleg Norman Hammond. L'estructura 326 va ser excavada el 1980 i fa 8 m x 4 m. Les parets de l'edifici eren fetes de postes fins, revestides d'una capa llisa d'argila i rematades amb calç blanca.
La recerca arqueològica va revelar que la dieta dels ocupants preclàssics de Cuello consistia en menys del 30% de dacsa, en comparança amb fins al 75% per als maies moderns. El cérvol de Virgínia representava més de la meitat de la carn de la seua dieta, seguit per tortugues d'aigua dolça i gossos domèstics, i aquests representen el 7% de les restes d'animals trobats al jaciment.

### Tombes
Dues àrees de necròpolis massives del preclàssic tardà es van descobrir a Cuello, una de les quals contenia 26 o més persones que havien estat sacrificades. Les fractures guarides en els ossos suggereixen que podrien haver estat guerrers capturats. Altres evidències de la guerra autòctona venen d'evidències d'edificis cremats en el jaciment.
S'excavaren a Cuello alguns cementeris d'elit. Les primeres fases del clàssic mitjà incloïen adults i xiquets acompanyats amb ofrenes de jade i ornaments de conquilles, que indicaven diferenciació social. Els enterraments d'alt estatus tendeixen a estar associats a llocs específics.
L'enterrament 160 és una tomba d'elit datada del 500–400 abans de la nostra era. Consisteix en un individu sepultat en una cista, acompanyat amb dos vasos de ceràmica i ornaments com ara tubs fets d'ossos de cérvol i gravats que més tard s'associà amb la reialesa. Hi havia també la part superior d'un crani humà transformat en placa. A causa d'aquestes característiques distintives de la sepultura, els excavadors van concloure que es tractava d'un governant de l'assentament del període clàssic mitjà. El lloc d'aquesta sepultura fou important en temps posteriors, amb el pati residencial convertit en una plataforma cerimonial damunt la qual es va construir una petita piràmide.

## Cronologia de la ceràmica
La ceràmica més antiga trobada a Belize es troba a la part oest de l'estat, en indrets com ara Cahal Pech i Blackman Eddy. En els llocs del nord, es creu ara que la ceràmica hi arribà un poc més tard. La ceràmica més antiga trobada a Cuello és del tipus Swasey, que comença al voltant del 1200 ae. Tot i que les ceràmiques Xe conegudes pel drenatge del riu La Pasión daten d'un període de temps semblant, hi ha diferències significatives entre aquestes i les ceràmiques Swasey / Bladen.